# نگاه من
نگاه من  نام چهارمین آلبوم رسمی محسن یگانه است که روز ۲۰ اردیبهشت ۱۳۹۴ در بازار موسیقی به دو صورت ولت و دیجی پک از سوی تصویر دنیای هنر توزیع شد.محسن یگانه در ۱۴ آبان ۱۳۹۳ صاحب فرزند دختری به نام «نگاه» شد و به همین سبب نیز نام «نگاه من» را برای این آلبوم برگزید.این آلبوم شامل ۱۳ قطعه است که ترانه‌سرایی و آهنگسازی تمام قطعات را محسن یگانه انجام داده است. «علی ثابت»، «اشکان آبرون»، «احسان حبیبی»، «پازل بند» و «محسن یگانه» تنظیم کنندگان این آلبوم هستند که در این میان سهم خود یگانه با ۵ قطعه از بقیه بیشتر است. نکته جالب توجه این آلبوم غیاب «شهاب اکبری» است که در سه آلبوم قبلی محسن یگانه حضور پررنگی داشت. برخلاف سه آلبوم قبلی یگانه این آلبوم هیچ ملودی خارجی‌ای ندارد. میکس و مسترینگ تمام قطعات آلبوم را «آرش پاکزاد» انجام داده است. شرکت «آوای فروهر» صاحب امتیاز این آلبوم است و شرکت «دنیای هنر» نیز آن را پخش و توزیع کرده است.

## فهرست ترانه‌ها
| شماره | نام                    | سراینده    | آهنگساز    | تنظیم‌کننده  | مدت   |
| ----- | ---------------------- | ---------- | ---------- | ----------- | ----- |
| ۱.    | «دنبالش میرم»          | محسن یگانه | محسن یگانه | محسن یگانه  | ۰۳:۴۶ |
| ۲.    | «چقدر دیر»             | محسن یگانه | محسن یگانه | علی ثابت    | ۰۵:۰۱ |
| ۳.    | «دیوار»                | محسن یگانه | محسن یگانه | پازل بند    | ۰۵:۳۱ |
| ۴.    | «نَه!»                  | محسن یگانه | محسن یگانه | محسن یگانه  | ۰۳:۵۵ |
| ۵.    | «درکم کن»              | محسن یگانه | محسن یگانه | محسن یگانه  | ۰۳:۴۷ |
| ۶.    | «خاطره بازی»           | محسن یگانه | محسن یگانه | احسان حبیبی | ۰۳:۴۳ |
| ۷.    | «جاده»                 | محسن یگانه | محسن یگانه | محسن یگانه  | ۰۴:۰۲ |
| ۸.    | «تو فکر میرم»          | محسن یگانه | محسن یگانه | اشکان آبرون | ۰۴:۳۱ |
| ۹.    | «نگاه»                 | محسن یگانه | محسن یگانه | محسن یگانه  | ۰۳:۴۶ |
| ۱۰.   | «دِلَکَم»                 | محسن یگانه | محسن یگانه | علی ثابت    | ۰۴:۵۱ |
| ۱۱.   | «دلسرد»                | محسن یگانه | محسن یگانه | احسان حبیبی | ۰۴:۴۴ |
| ۱۲.   | «انتظار (مقدمهٔ پرنده)» | محسن یگانه | محسن یگانه |             | ۰۲:۵۲ |
| ۱۳.   | «پرنده»                | محسن یگانه | محسن یگانه | اشکان آبرون | ۰۳:۰۸ |